# Гладкогубые удавы
Гладкогубые удавы (лат. Epicrates) — род змей из семейства ложноногих, обитающий в Центральной и Южной Америках.

## Описание
Общая длина представителей этого рода доходит до 2 м. Голова массивная, расширенная в затылочной области. Характерным отличием этого рода по сравнению с другими южноамериканскими удавами является наличие крупных, правильной формы щитков на верхней стороне головы между и перед глазами, в то время как у других голова покрыта мелкими чешуйками. Щитки верхней губы крупные, но без ямок органов термолокации, характерных для большинства удавовых. За это гладкогубые удавы и получили своё название. Чешуя на спинной стороне туловища наделена характерным радужным отливом. Окраска очень разнообразна — от неяркой однотонно-коричневой до оранжево-красной с пятнистым рисунком.

## Образ жизни
Предпочитают дождевые леса, каменистые местности, горные редколесья. Все виды ведут древесный образ жизни. Активны ночью. Питаются птицами и млекопитающими. Среди последних нередко жертвами становятся летучие мыши.
Продолжительность жизни от 8 до 30 лет.

## Размножение
Это яйцекладущие и яйцеживородящие змеи.

## Распространение
Обитают в Южной и Центральной Америке, на островах Карибского бассейна. Многие виды распространены очень локально, на одном или нескольких островах. 

## Классификация
На июль 2018 года в род включают 5 видов:
- Epicrates alvarezi Abalos, Baez & Nader, 1964
- Epicrates assisi Machado, 1945
- Epicrates cenchria (Linnaeus, 1758) — Радужный удав
- Epicrates crassus Cope, 1862
- Epicrates maurus Gray, 1849